# Liatris punctata
Pour les articles homonymes, voir Liatris et Punctata.
Liatris ponctué
Espèce
Liatris punctata, le liatris ponctué, est une espèce de plantes à fleurs de la famille des Astéracées originaire d'Amérique du Nord.